# Ulf Kreutzfeldt
Ulf Kreutzfeldt ist ein ehemaliger deutscher Handballspieler.

## Werdegang
Kreutzfeldt, der in der Jugend des TV Fischbek spielte, wurde 1980 in die bundesdeutsche Jugendnationalmannschaft berufen. Ab 1985 war er Mitglied des VfL Fredenbeck, mit dem ihm 1988 der Aufstieg in die Handball-Bundesliga gelang. In Fredenbecks Bundesliga-Aufgebot gehörten neben anderen Christian Schwarzer, Andreas Schilling und Sven Marquardt zu seinen Mannschaftskameraden. Kreutzfeldt gehörte Fredenbecks Bundesliga-Aufgebot bis 1990 an. Anschließend schloss er sich dem Oberligisten TV Billstedt Hamburg an.
Als Trainer führte er 1997 den TV Fischbek zum Meistertitel in der III. Liga.